# کارل پانزدهم
کارل پانزدهم و چهارم (Charles XV & IV) (کارل لودویگ یوجین) (Carl Ludvig Eugen) ‏ (۳ مه ۱۸۲۶ - ۱۸ سپتامبر ۱۸۷۲) از ۱۸۵۹ تا زمان مرگ پادشاه سوئد (کارل پانزدهم) و نروژ (کارل چهارم) بود.
هاکون هفتم نروژ و کریستیان دهم دانمارک
نیز از نوه های دختری کارل پانزدهم سوئد و چهارم نروژ و فرزندان ملکه لوئیز دانمارک (دخترِ کارل پانزدهم) هستند.
وی اولین پسر اسکار اول و همسرش ژوزفین لوختنبرگ بود. او در دوران سلطنت پدربزرگ‌اش کارل چهاردهم، به دنیا آمد. در سال ۱۸۴۴ با مرگ پدربزرگ و به سلطنت رسیدن پدرش، وی به عنوان ولیعهد سوئد شناخته شد. پس از مرگ پدرش در سال ۱۸۵۹ به مقام سلطنت رسید. با توجه به آن‌که مادر وی از نوادگان گوستاو اول بود، با به سلطنت رسیدن وی، مجدداً شخصی از نسل خاندان واسا بر سوئد حاکم شد. از سال ۱۸۱۸ (شروع سلطنت کارل چهاردهم) نسب هیچ‌یک از پادشاهان سوئد به خاندان واسا نمی‌رسید.
کارل در طی دوران سلطنت خود به مشروطیت سلطنت پای‌بند بود و اصلاحات زیادی در کشور ایجاد کرد که باعث تبدیل وی به یکی از محبوب‌ترین حاکمان اسکاندیناوی شد. همچنین نخستین بار در دوران وی زنان سوئدی به برخی حقوق قانونی دست پیدا کردند.
کارل در ۱۸ دسامبر ۱۸۷۲ در مالمو درگذشت. چون تنها پسر کارل در کودکی از دنیا رفته بود، بعد از وی سلطنت به برادرش اسکار دوم رسید. به این ترتیب هیچ‌کدام از پادشاهان بعدی سوئد از نسل او نیستند. با این وجود چند هفته قبل از مرگ وی، دخترش لوئیز که در آن زمان همسر ولیعهد دانمارک بود، صاحب فرزند پسری به نام کارل شد که این پسر بعد از استقلال نروژ از سوئد در سال ۱۹۰۵ به نام هاکون هفتم به عنوان پادشاه نروژ انتخاب شد. جسد کارل پانزدهم در کلیسای ریدارهولمن دفن شده است. کارل پانزدهم پدر بزرگ مادری هاکون هفتم نروژ و کریستیان دهم دانمارک است.